# Jordstjärnor

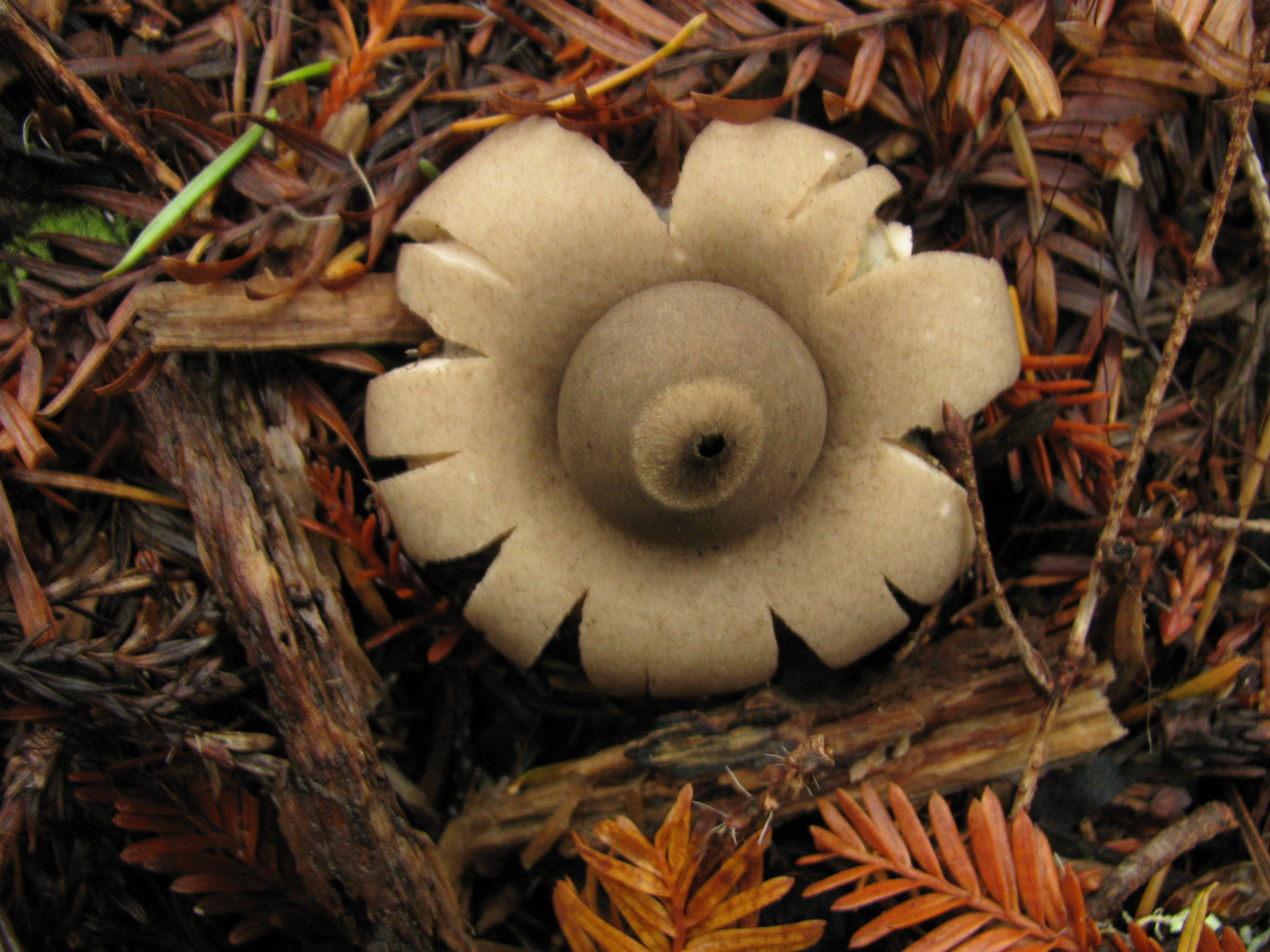
Säckjordstjärna

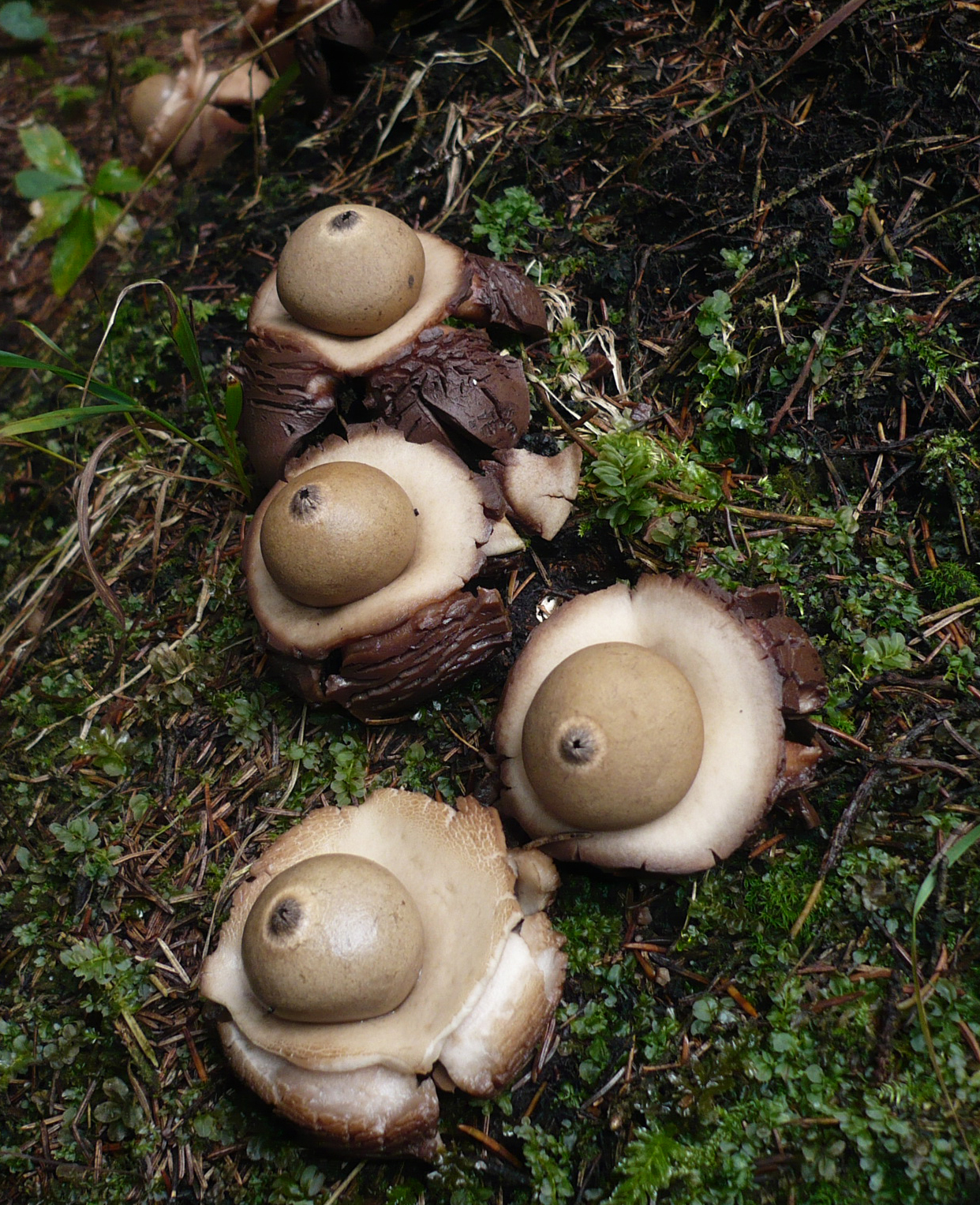
Kragjordstjärna

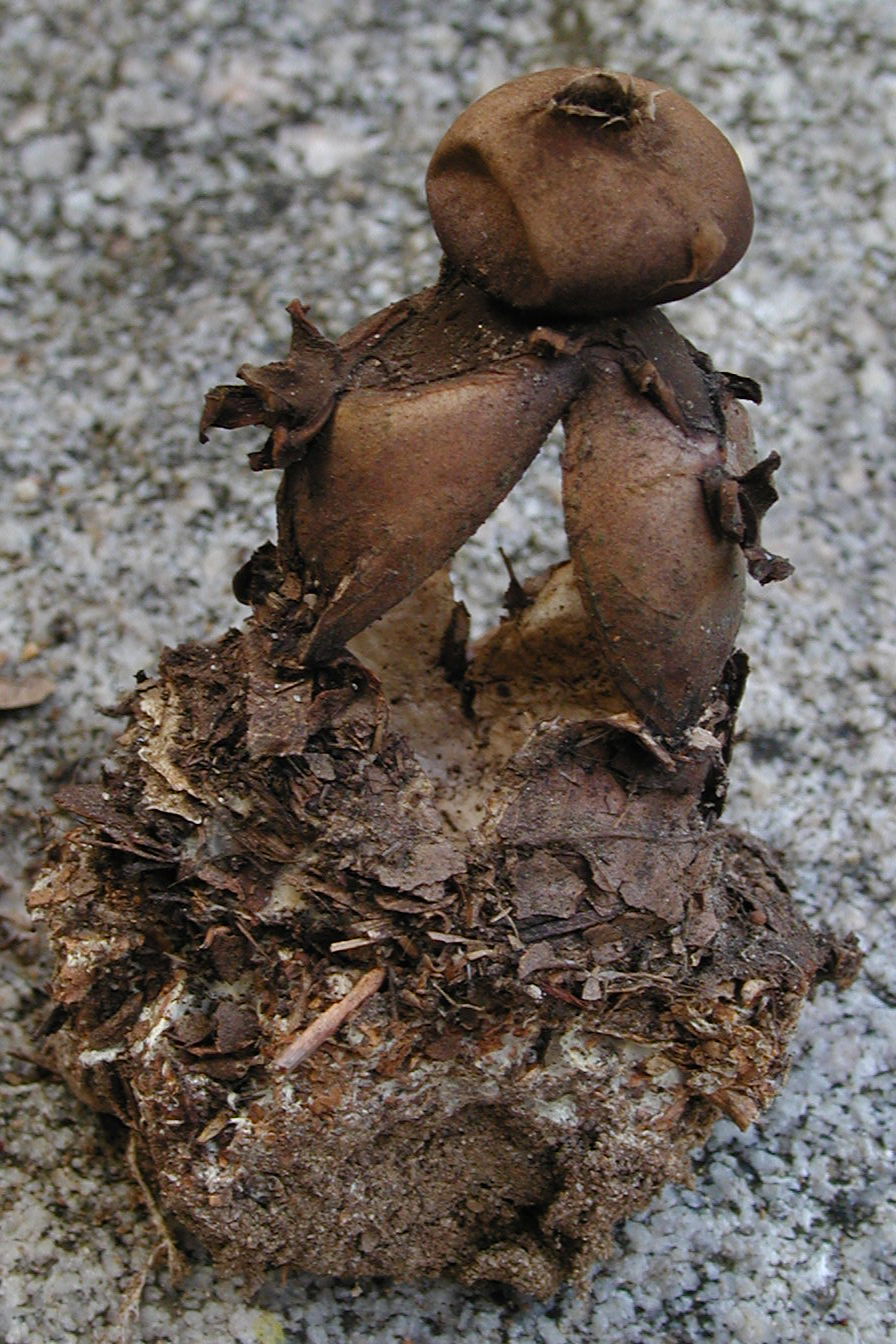
Hög jordstjärna

Jordstjärnor är en benämning på flera arter av svampar tillhörande gruppen buksvampar, som inräknas i klassen Agaricomycetes och familjen Geastraceae.
Särskilt avses svampar tillhörande släktena Geastrum, Trichaster och Myriostoma, och dessa kallas ibland för "egentliga jordstjärnor".
Jordstjärnor är vanligen gråbruna, blekbruna eller brunaktiga i färgen. De har en fruktkropp som anläggs något under eller just vid markytan. Hos de flesta arter framträder fruktkroppen under hösten. 
Till en början är fruktkroppen rundad, ofta löklik eller knöllik, men när den når mognad spricker den upp i ett antal flikar, varierande från mellan fem och tio beroende på art. 
När detta skett framträder svampens rökboll, som kan vara oskaftad eller skaftad. Hos sålljordstjärnan är rökbollen flerskaftad. I rökbollen finns svampens sporer, vilka oftast sprids genom yttre påverkan, exempelvis med vinden
Jordstjärnor är oätliga och i Sverige är flera arter rödlistade som hotade eller sällsynta.

## Arter i urval
- Dvärgjordstjärna
- Fransad jordstjärna
- Fyrflikig jordstjärna
- Hårig jordstjärna
- Hög jordstjärna
- Kantjordstjärna
- Kamjordstjärna
- Kragjordstjärna
- Liten jordstjärna
- Naveljordstjärna
- Mörk jordstjärna
- Rulljordstjärna
- Rödbrun jordstjärna
- Sträv jordstjärna
- Sålljordstjärna
- Säckjordstjärna